# 藤本沙羅
藤本沙羅（ふじもとさら、2003年8月2日 - ）は、日本の女優、グラビアアイドル。ユースプロダクション所属。ミスマガジン2022 審査員特別賞受賞。

## 略歴
- 2022年1月、ユースプロダクション入所
- 2022年7月5日、ミスマガジン2022、3108名の中からベスト16に選出
- 2022年10月18日、ミスマガジン2022 審査員特別賞受賞

## 出演

### 映画
- TELL ME～hideと見た景色～（2022年7月8日、KADOKAWA） - hideのファン 役
- さよならエリュマントス（2023年8月11日、SPOTTED PRODUCTIONS） - 主演・藤本サラ 役[注 1][1]

### テレビドラマ
- 17.3 about a sex（2020年9月17日、AbemaTV） - 生徒 役
- ブラックシンデレラ（2021年4月22日 - 6月10日、AbemaTV） - 役名不詳[2]
- 記憶捜査3（2022年12月2日、テレビ東京） - 役名不詳[注 2]
- トモダチゲームR4（2022年7月23日 - 9月10日、テレビ朝日） - 井上多香子 役

### バラエティー番組
- 火曜The Night（2022年7月12日、AbemaTV）
- バラッチェ Vol.13（2023年3月29日、YouTube） - ゲスト[3]
- ハタチェ！～トレンドおためし部～（2024年2月、ABC朝日放送） - マンスリーMC[注 3]

### CM
- イソジンのど飴[2]
- マクドナルド[2]
- Cotoka for PC  情シス応援編 横河レンタ・リース（2023年2月28日、YouTube）[4]

### 舞台
- オンライン朗読劇「小さい針の音」（2022年10月25日、らんくう）
- 夢ぼくろファンタジア（2023年6月21日 - 25日、劇団バルスキッチン） - キャッチャー飯田（飯田恵） 役
- 君に捧げる花ことば（2023年11月8日 - 12日、縁劇ユニット流星レトリック） - 周梨々花（あまりりりか） 役
- INNOCENT LABYRINTH（2024年1月24日 - 28日、劇団ココア） - グルーシェンカ 役
- どきまぎメモリアル～まぎまぎブルーver.2024（2024年3月27日 - 31日、劇団バルスキッチン） - 藍堂瑠衣（あいどうるい） 役
- 朗読劇「散りて尚、」（2024年5月15日 - 19日、K-FARCE） - ヤヨイ 役

### ラジオ
- ミスマガ放課後RADIO!（2022年10月20日 - 2023年8月17日、渋谷クロスFM） - メインキャスト[注 4]
- ステラ☆HAPPYLIFE！～噂の岡本先生トキメキラジオ～（2023年11月27日、ふくろうFM） - ゲスト

### Webドラマ
- ゴシップシュガー 第6弾「色恋スカウト」（2024年8月3日、YouTube） - 主演・アコ 役[5]

### イベント
- 映画「さよならエリュマントス」×都市対抗野球大会SPコラボ、チアダンスパフォーマンス（2023年7月24日、東京ドーム）
- ウィー・アー・エリュマントス！＜映画「さよならエリュマントス」公開記念イベント＞（2023年7月27日、池袋Club Mixa）
- ミスマガジン2023 グランプリ発表イベント（2023年8月29日、YouTube）

### 撮影会
- スペシャル私服ダイサツ（2023年7月22日、スタジオサンパティック）
- 沖縄撮影会ツアー（2023年9月30日 - 10月1日）
- ユースプロダクション撮影会（2024年5月3日、Amazing college）

### その他
- グラカラ（2023年、第一興商）[6]
- MONTHLY KAIUNSCOPE GIRL（2025年8月、HYSTERIC GLAMOUR）

## 書籍

### 雑誌
- 週刊ヤングマガジン（講談社）
  - 2022 No.32（2022年7月11日） - 表紙・巻頭・巻中、「ミスマガジン2022 ベスト16」
  - 2022 No.47（2022年10月24日） - 表紙・巻頭・巻中・巻末、「ミスマガジン2022」
  - 2022 No.48（2022年10月31日） - 巻末、単独
  - 2023 No.4・5（2022年12月26日） - 巻末、「ミスマガ2021&2022」
  - 2023 No.20（2023年4月17日） - 巻末、「文学少女シチュエーション」
  - 2023 No.21・22（2023年4月24日） - 表紙・巻頭・巻中・特製ポスター、「ミスマガジン2022 春の“グラビア強化合宿”」
  - 2023 No.36・37（2023年8月7日） - 巻中、「ミスマガジン2022『さよならエリュマントス』コラボ」
  - 2024 No.4・5（2023年12月25日） - 表紙・巻中・スペシャルポスター、「ミスマガジン2021&2022&2023 超豪華3世代ジャック」
- 月刊ヤングマガジン（講談社）
  - 2022 No.12（2022年11月21日） - 表紙・巻頭、「ミスマガジン2022」
- ミスマガジン2022 BEST写真集（2023年9月25日、講談社）
- アップトゥボーイ（ワニブックス）
  - Vol.326（2023年4月21日）
- Blt graph.（東京ニュース通信社）
  - Vol.95（2023年10月18日）
- 週刊プレイボーイ（集英社）
  - 2023 No.46（2023年10月30日） - 巻中、創刊57周年企画「57人グラビア」
  - 2024 No.27（2024年6月17日） - 巻中、「ぷにぷにしたい」
  - 2025 No.13・14（2025年3月17日） - 巻中、「一緒にいると楽しいぞ」
- BOMB（ワン・パブリッシング）
  - Love Special 2024 #2（2024年9月24日）
  - 2024年11月号（2024年10月9日）

### 電子書籍
- ミスマガのアソビバ！（講談社）
  - ミスマガジン2022ソログラビアSP（2023年1月13日）
  - 年末年始干支コスプレSP（2023年2月10日）
  - ミスマガ2022とお家で過ごす2人の時間（2023年4月14日）
  - ミスマガ2022制服グラビア~卒業の季節~（2023年5月12日）
  - ミスマガ2022 おしゃかわグラビア（2023年7月14日）
  - ミスマガ×『さよならエリュマントス』（2023年8月4日）
  - 新旧ギャル対決！渋谷編（2023年10月6日）
  - ミスマガ2022未公開傑作選SP（2023年11月3日）
- 週プレデジタル写真集（集英社）
  - ぷにぷにしたい（2024年6月17日）[7]
  - 一緒にいると楽しいぞ（2025年3月17日）[8]
- 週刊GIRLS-PEDIA（KADOKAWA）
  - ニコニコチャンネル（2024年8月14日）
  - デジタル写真集111（2025年4月1日）[9]